# Podział administracyjny Kościoła Polskokatolickiego w RP
Podział administracyjny Kościoła Polskokatolickiego w RP – regulowany przepisami podział terytorium państwa na którego terenie działa Kościół Polskokatolicki w RP na mniejsze obszary, celem usprawnienia zarządzania parafiami przez organy władzy centralnej i diecezjalnej. Jednostką wyższego stopnia administracyjnego jest diecezja na której czele stoi biskup zarządzający lub administrator. Jednostkami administracyjnymi diecezji są dekanaty i parafie. Jednostki administracyjne Kościoła Polskokatolickiego w RP:
- diecezje – 3
  - dekanaty – 12
    - parafie – 81

## Podział administracyjnyKościoła Polskokatolickiego w RP

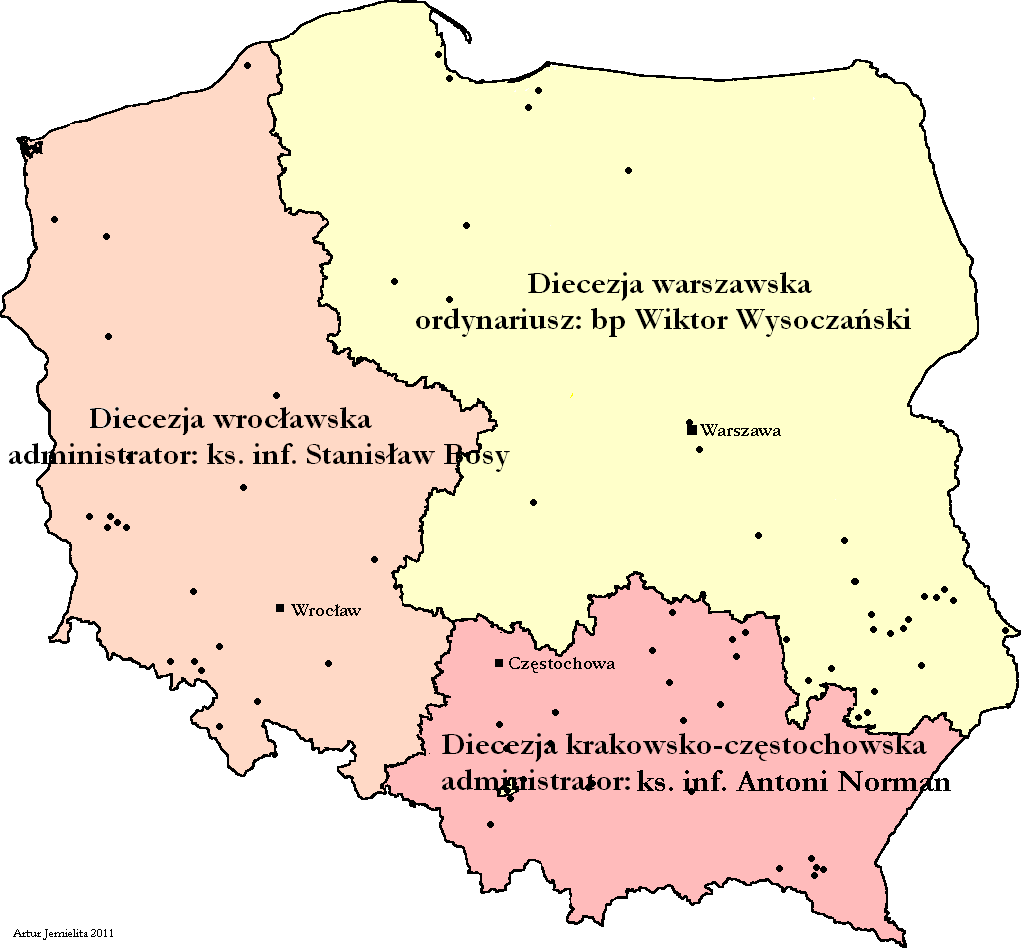
Podział administracyjny Kościoła Polskokatolickiego w RP

Zwierzchnik Kościoła: ks. bp Andrzej Gontarek

### Diecezja krakowsko-częstochowska
Ordynariusz: ks. bp Antoni Norman (Bukowno)
- dekanat krakowski, z siedzibą w Krakowie; dziekan: ks. dziek. Piotr Własinowicz
- dekanat kielecki, z siedzibą w Ostrowcu Świętokrzyskim; dziekan: ks. dziek. mgr Paweł Walczyński
- dekanat podkarpacki, z siedzibą w Sanoku; dziekan: ks. dziek. mgr Andrzej Patuszek
- dekanat śląski, z siedzibą w Krzykawie-Małobądzu; dziekan: ks. dziek. mgr Tadeusz Budacz

### Diecezja warszawska
Ordynariusz: ks. bp Andrzej Gontarek (Warszawa)
Biskup pomocniczy: ks. bp Henryk Dąbrowski
- dekanat lubelsko-chełmski, z siedzibą w Chełmie, dziekan: ks. dziek. mgr Ryszard Walczyński
- dekanat pomorsko-warmiński, z siedzibą w Toruniu; dziekan: ks. dziek. prof. dr hab. Mirosław Michalski
- dekanat warszawsko-łódzki, z siedzibą w Bolesławiu; dziekan: ks. dziek. mgr Leszek Kołodziejczyk
- dekanat zamojski, z siedzibą w Majdanie Nepryskim; dziekan: ks. dziek. dr Mieczysław Piątek
- dekanat żółkiewski, z siedzibą w Żółkiewce; dziekan: ks. dziek. mgr Kamil Wołyński

### Diecezja wrocławska
Ordynariusz: ks. bp Stanisław Bosy (Szczecin)
- dekanat dolnośląski, z siedzibą w Boguszowie-Gorcach; dziekan: ks. dziek. mgr Bogusław Kropielnicki
- dekanat lubuski, z siedzibą w Żaganiu; dziekan: ks. dziek. mgr Stanisław Stawowczyk
- dekanat pomorsko-wielkopolski, z siedzibą w Stargardzie; dziekan: ks. Adam Bożacki